# Harald Maury
Pour les articles homonymes, voir Maury.
Harald Maury est un ingénieur du son français, plusieurs fois nommé aux César, lauréat en 1985 et 1986 pour Carmen et Subway, et récipiendaire du Prix CST de l'artiste technicien pour Les Uns et les Autres de Claude Lelouch.

## Biographie
Harald Maury naît à Paris en 1941. Après avoir combattu en Algérie, il apprend le métier d'ingénieur du son en 1963, formé par Antoine Bonfanti. En 1964, il suit Claude Otzenberger en Chine pour le tournage du documentaire Demain la Chine. 
Au début des années 1970, il travaille avec les réalisateurs Nadine Trintignant et Bertrand Tavernier pour le premier film de celui-ci. Lors de sa carrière, il accompagne deux fois Patrice Chéreau et devient le compagnon de route de Claude Lelouch avec qui il collabore à de multiples reprises. 
Il est nommé au César du meilleur son 1976 pour le film Hu-Man de Jérôme Laperrousaz, puis en 1979 pour le film Judith Therpauve de Patrice Chéreau et en 1982, pour le film  Les Uns et les Autres de Claude Lelouch.
En 1985, il obtient le César du meilleur son 1985 pour le film Carmen de Francesco Rosi puis l'année suivante il obtient le César du meilleur son 1986 pour le film Subway de Luc Besson.
En 2024, il habite en Dordogne, à Prigonrieux, « depuis quelques années ». 

## Filmographie partielle
- 1966 : Un homme et une femme de Claude Lelouch
- 1969 : Slogan de Pierre Grimblat
- 1971 : Ça n'arrive qu'aux autres de Nadine Trintignant
- 1973 : L'Horloger de Saint-Paul de Bertrand Tavernier
- 1972 : Themroc de Claude Faraldo (musique du film)
- 1973 : Défense de savoir de Nadine Trintignant
- 1975 : La Chair de l'orchidée de Patrice Chéreau
- 1975 : C'est dur pour tout le monde de Christian Gion
- 1975 : Section spéciale de Costa-Gavras
- 1977 : Nous irons tous au paradis d'Yves Robert
- 1977 : Un autre homme, une autre chance de Claude Lelouch
- 1978 : Nosferatu, fantôme de la nuit de Werner Herzog
- 1979 : Woyzeck de Werner Herzog
- 1984 : Carmen de Francesco Rosi
- 1985 : Subway de Luc Besson
- 1987 : Cayenne Palace d'Alain Maline
- 1988 : Itinéraire d'un enfant gâté de Claude Lelouch
- 1990 : Jean Galmot, aventurier d'Alain Maline
- 1995 : Les Misérables (film, 1995) de Claude Lelouch
- 1998 : Hasards ou Coïncidences de Claude Lelouch
- 1999 : Une pour toutes de Claude Lelouch
- 2005 : Le Courage d'aimer de Claude Lelouch
- 2006 : Roman de gare (film) de Claude Lelouch
- 2010 : Ces amours-là de Claude Lelouch
- 2017 : Chacun sa vie de Claude Lelouch
- 2019 : Les Plus Belles Années d'une vie de Claude Lelouch
- 2021 : L'amour c'est mieux que la vie de Claude Lelouch
- 2024 : Finalement de Claude Lelouch

## Nominations
- César du meilleur son 1976 : Hu-Man de Jérôme Laperrousaz
- César du meilleur son 1979 : Judith Therpauve de Patrice Chéreau
- César du meilleur son 1982 : Les Uns et les Autres de Claude Lelouch
- César du meilleur son 1985 : Carmen de Francesco Rosi
- César du meilleur son 1986 : Subway de Luc Besson

## Récompenses
- Prix CST de l'artiste technicien 1981 : Les Uns et les Autres de Claude Lelouch
- César du meilleur son 1985 : Carmen de Francesco Rosi[5]
- César du meilleur son 1986 : Subway de Luc Besson[6]